# Sud Aviation
Sud Aviation là một hãng sản xuất máy bay thuộc sở hữu của chính phủ Pháp, bắt đầu từ sự hợp nhất của Sud-Est (SNCASE, hay Société nationale des constructions aéronautiques du sud-est) và Sud-Ouest (SNCASO hay Société nationale des constructions aéronautiques du sud-ouest) vào ngày 1 tháng 3-1957. Cả hai công ty trước khi sáp nhập đều là các công ty thuộc sở hữu của các tập đoàn tư nhân nhỏ, sau đó bị quốc hữu hóa vào trong 6 vùng quy hoạch và góp vốn sản xuất trong trước Chiến tranh Thế giới II.
Sud-Est chế tạo một dây chuyền máy bay bao gồm máy bay dân dụng chở khách Languedoc, và một máy bay tiêm kích Vampire. Vampire được công ty De Havilland của Anh cấp giấy phép chế tạo, và tên gọi của hãng là Mistral.
Sau khi thị trường cấp phép sản xuất giới hạn xuất hiện, năm 1951 Sud-Est bắt đầu thiết kế một máy bay phản lực dân dụng mới dần dần tiến triển thành Caravelle. Máy bay sử dụng động cơ phản lực Rolls-Royce Avon và thiết kế phần mũi, buồng lái lấy từ De Havilland Comet, nhưng mặt khác đây lại là một thiết kế mới. Một đặc điểm tiên phong là việc đặt những động cơ ở phía sau thân, do đó giảm bớt tiếng ồn trong cabin. Việc sản xuất bắt đầu vào năm 1958, vào thời gian đó, Comet đang dẫn đầu thị trường, đã phải chịu một loạt những tai nạn nứt vỡ, khiến nó phái ngừng hoạt động. Caravelle không phải chịu những bất thường trong thiết kế như vậy và nó đã trở thành máy bay phản lực được sản xuất duy nhất cho thị trường tầm trung cho đến khi Douglas DC-9 được giới thiệu, nó rất thành công với các đơn đặt hàng khắp Châu Âu và 20 hợp đồng từ Mỹ. Động cơ phản lực cánh quạt đẩy của General Electric và Pratt & Whitney JT8D đã được sử dụng trong các biến thể sau, từ Caravelle 7 cho đến Caravelle 12. Caravelle nói chung khi đó được xem như máy bay phản lực thành công đầu tiên.
Tại thời điểm sáp nhập với Sud-Ouest thành lập Sud Aviation. Công ty mới bắt đầu thiết kế một phiên bản vận tải siêu âm của Caravelle, được biết đến với tên gọi Super-Caravelle. Tuy nhiên, chi phí dự án quá cao của Sud Aviation, đã khiến chính phủ Pháp và Anh phải thành lập một liên doanh với BAC vào tháng 11-1962, sáp nhập những thiết kế và sản xuất để tạo nên Concorde.
Sud Aviation sáp nhập với Nord Aviation năm 1970 để thành lập công ty Aérospatiale. Aérospatiale thành lập vài công ty liên doanh quốc tế quy mô lớn, chẳng hạn với British Aerospace và Messerschmitt-Bölkow-Blohm thành lập Airbus, và cuối cùng sáp nhập vào công ty hàng không không gian châu Âu EADS năm 2000.

## Chủ tịch
- Maurice Papon (1967-68)